# 蒂埃弗里站
蒂埃弗里站（Thieffry）是布鲁塞尔地铁5号线的车站，位于比利时布鲁塞尔首都大区埃特贝克。

## 名称
该站得名于附近的飞行员蒂埃弗里街（Rue Aviateur Thieffry/Vlieger Thieffrystraat），其以比利时王牌飞行员埃德蒙·蒂埃弗里的名字命名。